# Inocencia Flores
Inocencia Flores es el nombre con que se conoce popularmente a una joven mujer de nombre desconocido que fue asesinada el año 1977 en la ciudad de Oruro, Bolivia este crimen conmovió a la población de la ciudad y posteriormente originó un fenómeno religioso popular y ampliamente difundido en una feligresía muy devota de una diversidad social muy amplia que ha tomado la figura de esta mujer como realizadora de milagros y pedidos.

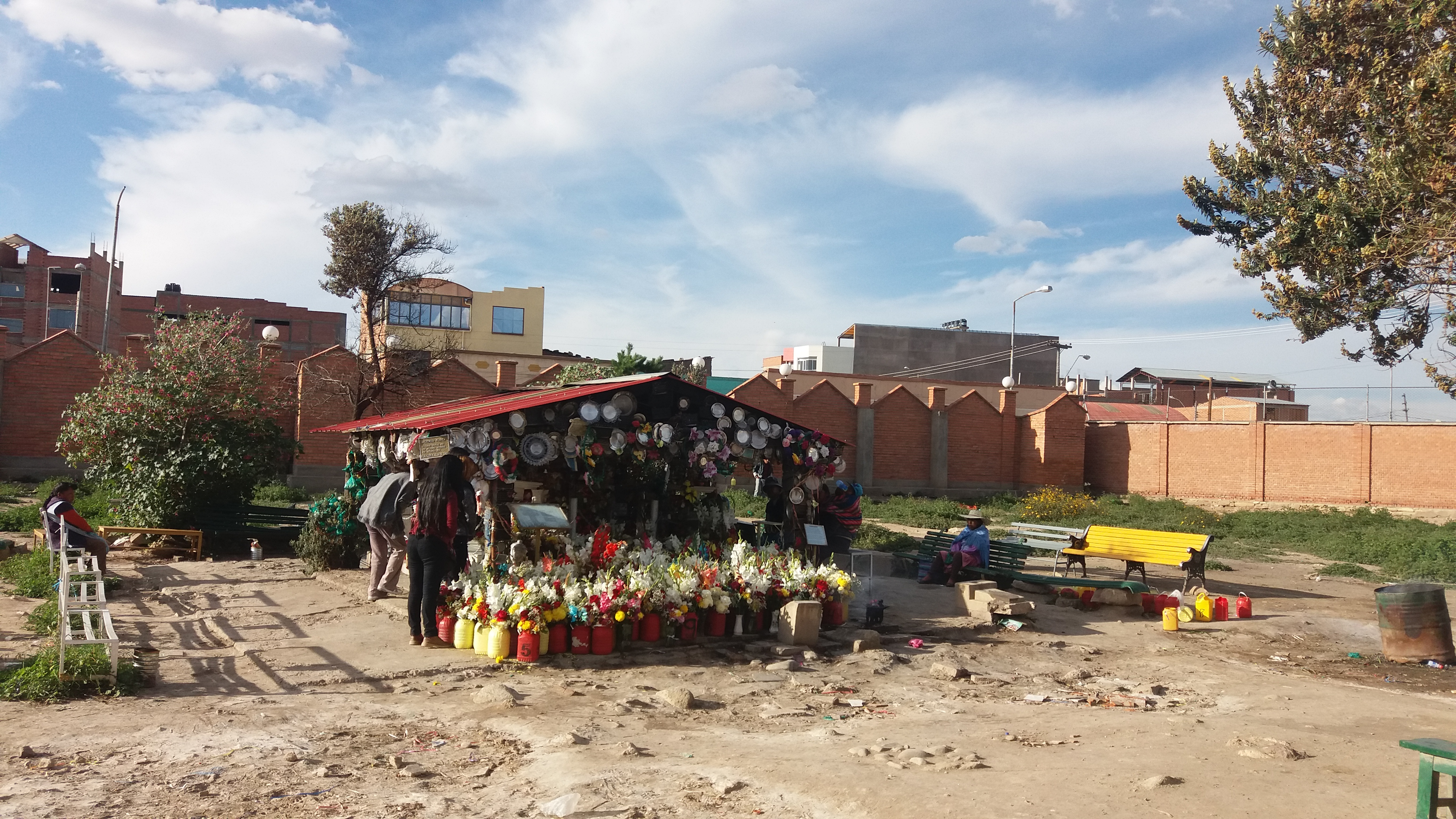
Tumba de Inocencia Flores, Oruro

## Cronología de su muerte
Hay algunos elementos de las circunstancias en las que murió esta mujer que nunca fueron descubiertas y otros que se han ido añadiendo o distorsionando dentro del imaginario popular con el paso de los años.
El 13 de diciembre de 1977 al promediar las seis de la mañana se encontró el cuerpo sin vida de una mujer de aproximadamente 20 años, envuelta en una frazada tirada en una esquina de la entonces calle Buenos Aires, la cual luego pasó a llamarse Raicka Backovick, la cual es conocida por ser una zona comercial muy popular pero también tenía la fama de ser un lugar donde se comercia con artículos robados o de dudosa procedencia.
Las indagaciones de la dirección de investigación criminal de la policía establecieron que la muerte se produjo entre las dos a tres de la madrugada sin embargo varias de las lesiones y heridas, cortopunzantes y contundentes, que tenía la víctima eran de hace 48 horas atrás. La causa de muerte fue determinada como un golpe contundente en la cabeza, posiblemente hecha con un martillo, lo que ocasionó una herida de siete centímetros de largo.
El médico forense Doctor Augusto Gómez, afirmó que: el cadáver se encontraba desnudo, el rostro bañado en sangre, con los cabellos completamente sueltos, múltiples heridas en el cuerpo y cabeza, se alcanzó a contar 56 hematomas, marcas de latigazos y golpes de tabla en la espalda y piernas
En medio de numerosas manifestaciones de protesta, desarrolladas mayormente por mujeres vendedoras de los mercados locales de la ciudad: Bolívar y Campero y las calles adyacentes al lugar del asesinato, las investigaciones concluyeron con la aprehensión de un sujeto llamado José Leaño Perales el cual sería empleador de esta mujer que había sido empleada en su domicilio cumpliendo labores de hogar, pero que la noche anterior había intentado abusar sexualmente de ella, la cual al haberse resistido fue asesinada. 
Dicho arresto estuvo acompañado por la indignación de la población que pedía su fusilamiento además de que en medio de la exaltación se hablaba sobre otros crímenes que supuestamente habría cometido, como vender niños campesinos extranjeros o que antes ya había contratado jóvenes en su casa o en su negocio para luego haber abusado de ellas. En ese entonces tendría aproximadamente 50 años.
Se procedió a la realización de un juicio bastante largo y tenso en parte debido a la indignación de la población y por otro lado a que el acusado continuamente amenazaba y se burlaba de las autoridades. A pesar de que existían varios elementos que habrían puesto de manifiesto la culpabilidad del acusado, este continuaba negando el crimen hasta que en una de las audiencias en que compareció, el 23 de diciembre de 1977 confesó haber asesinado a una joven cholita de nombre Marcelina Francisca Gutiérrez la cual provenía de Cochabamba.
Finalmente se sentenció al acusado a la pena de 30 años en prisión sin derecho a indulto, la máxima pena posible en Bolivia, debido al carácter volátil y agresivo de esta persona continuamente tenía altercados con otros reos del penal de San Pedro donde fue confinado. Finalmente este carácter provocó que tuviera una riña en la cual perdió la vida, aproximadamente en la década del 90.
Cuando se encontraba en pleno desarrollo el juicio, un suceso muy particular ocurrió, cuando una mujer que decía llamarse Marcelina Francisca Gutiérrez, se presentó en el domicilio de este cargando un niño en brazos, indicando que este sería su padre.
Siendo este nombre de la víctima, a pesar de que no se había comprobado la identidad a falta de documentos o familiares; esto desató una gran confusión entre los vecinos del barrio, inclusive una ola de pánico al pensar que se trataba de un fenómeno sobre el natural, como el regreso de un “condenado”, dentro de la cosmovisión y pensamiento popular local, el alma una persona que ha fallecido bruscamente y que aún tiene asuntos sin concluir en la tierra.
Pasada la impresión general se supo que está otra mujer tenía una historia similar a la que había sido asesinada, era una persona de orígenes humildes que había venido a trabajar a la ciudad esperando encontrar mejores oportunidades, que había trabajado igualmente en casa del asesino y que este ejerciendo todo tipo de presión sobre ella, a veces amenazándola con despedirla, otras prometiéndole que formalizaría una relación con ella, había tenido relaciones carnales con ella, fruto de eso resultó embarazada, al enterarse de ello la echó que su casa. Su presencia en ese momento se debía a que había vuelto para reclamar sus derechos y exigir la responsabilidad de manutención del padre.
Mientras tanto el cuerpo de aquella mujer asesinada no fue reclamado por nadie, no se tenían datos sobre su identidad o su procedencia, solo suposiciones basadas en su vestimenta que decían que podía haber venido de los valles de Cochabamba, otros decían que de la provincia de Paria; en esas circunstancias sólo gracias al apoyo voluntario y colaborativo entre algunas personas sin relación con la difunta pero conmovidos por su historia, se la enterró en el sector más humilde de cementerio General de Oruro, en una tumba en tierra en medio de muchas otras señaladas con cruces sin nombre.

## Comienzo y proceso de un fenómeno religioso
Esta muerte causó un gran impacto en la ciudad de Oruro, y generó una gran empatía, al margen empezó aglutinar cada vez a un más concurrido público, después de que varias personas hayan dejado flores en esta tumba tras lo cual empezaron a tener cambios positivos en su vida. Con el paso de los años esta creencia empezó a fortalecerse y muchas más personas acudieron ante esta tumba a pedir el favor de esta alma para ayudarles en distintos aspectos de su vida.
Para el personal ya no es sorpresa observar la llegada de creyentes de Estados Unidos, Brasil y Argentina, que se suman a la población del interior del país que venera a Inocencia como una “santa milagrosa” y le piden con mucha fe amor, salud, trabajo, dinero, viajes y otros favores.
Año tras año las muestras de fe fueron superando cualquier expectativa, la notoriedad y todas las historias que se le atribuyeron a esta persona superaron cualquier frontera; siendo visitado este lugar todos los días del año por numerosas personas, sobre todo durante las fechas de todos Santos, fiesta religiosa en la que se recuerda a los muertos, donde es visitada por cientos de personas.

## Impacto cultural y social

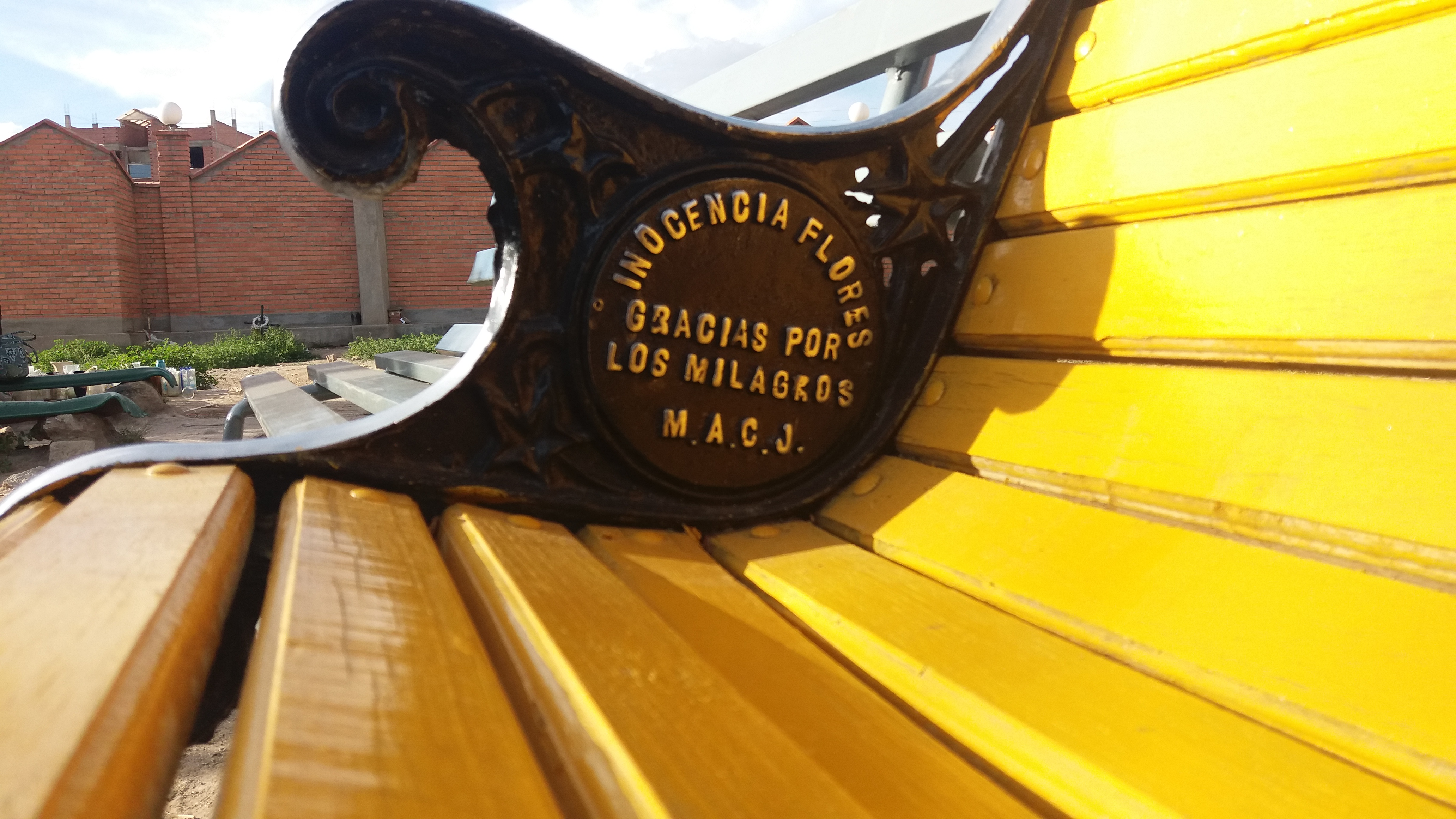
Detalle de una banca donada por un devoto agradecido

En la década de 1970, cuando ocurrió el asesinato de Inocencia Flores, su muerte, la forma en la que fue asesinada conmocionó a toda la ciudad, hizo que un sentimiento generalizado se apropiara de la población sobre todo de las mujeres, que sintieron tanto este caso que espontáneamente se movilizaron ante autoridades y hasta intentando hacer justicia por mano propia.
Los elementos que finalmente terminaron la confesión del crimen fueron las marcas de arañazos en el rostro y brazos del asesino sumado con las manchas de sangre en la ropa lo cual indicaba la resistencia que tuvo Inocencia Flores, ella no se sometió a su atacante, lo cual culminó en su muerte. José Leaño durante su confesión del asesinato refirió que se encontraba bajo los efectos del alcohol. 
Esta figura de resistencia con el tiempo cambio por el de un alma milagrosa e inocente, sumado por la corta edad a la que murió y a los arreglos florales que constantemente le hacían llegar, de ahí que recibió el denominativo de Inocencia Flores.
Su sencilla tumba con el paso de los años ha ido acumulando una serie de elementos. Muchas personas que dicen haber recibido favores gracias al alma de esta mujer, van dejando muestra de su agradecimiento, se ha construido un techo que cubre la tumba, en los soportes de este y colgando del techo hay innumerables plaquetas de agradecimiento de todas las formas y colores. El frente de la tumba está constantemente rodeados de flores, para ello hay también infinidad de floreros a disposición de nuevos devotos, de la parte de atrás de la tumba hay un lugar especial para encender velas, también existen numerosos braseros que están permanentemente disposición de los que así lo requieran. A los costados de la tumba se han instalado bancas de distintos tipos igualmente con plaquetas de agradecimiento. La mayoría de estas son anónimas, aunque algunas indican la procedencia y la fecha en la que se ha recibido un milagro. También las autoridades municipales han instalado un basurero específicamente para esta tumba.
Algunas ofrendas muy tradicionales incluyen el encendido de cigarros en pequeños resquicios de la pared, también en los árboles cercanos hay colgadas numerosas bolsitas color verde que contienen hojas de coca, finalmente es común que alguna persona ofrezca una mesa ritual de agradecimiento.

## Custodios de la tumba y organización de devotos

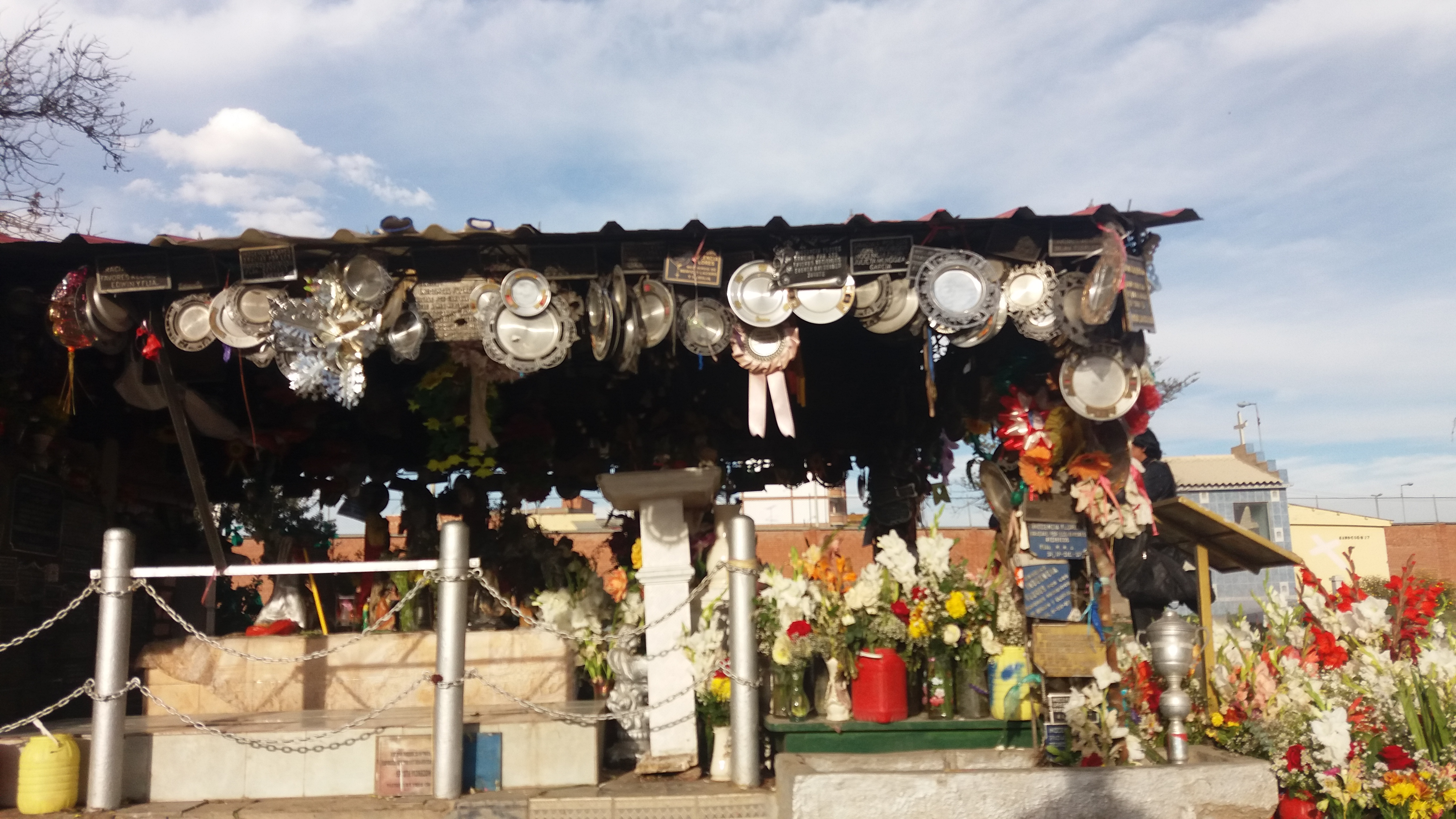
Detalle de las plaquetas de agradecimiento a Inocencia Flores

Una pareja de esposos: Jorge René Gutiérrez y Felisa Arteaga, por 34 años fueron los custodios de esta tumba, hasta que encontraron la muerte el 15 de diciembre de 2010. Aparecieron muertos dentro de su domicilio golpeados con un objeto contundente en la nuca y, extrañamente, quien les quitó la vida no se llevó nada ningún artefacto de valor de la casa. Estas personas que en vida fueron tan creyentes de inocencia flores, fueron sepultadas al lado de esta tumba.
Además de ellos, se formó un grupo de personas que se han dado la tarea de cuidar y preservar la tumba de inocencia flores, para ser parte de este grupo habría que asistir tres lunes seguidos a esta tumba y ofrecer una misa en honor al alma